# IN Близнецов
IN Близнецов (лат. IN Geminorum) — двойная затменная переменная звезда типа Алголя (EA) в созвездии Близнецов на расстоянии (вычисленном из значения параллакса) приблизительно 10 729 световых лет (около 3 289 парсек) от Солнца. Видимая звёздная величина звезды — от +16,2m до +15m. Орбитальный период — около 1,1312 суток.

## Характеристики
Первый компонент — белая звезда спектрального класса A5V, или A7. Радиус — около 2,63 солнечных, светимость — около 10,24 солнечных. Эффективная температура — около 8160 К.
Второй компонент — жёлтый субгигант спектрального класса G9,5IV.